# Mišjak Veli
Mišjak Veli je nenaseljeni otočić u hrvatskom dijelu Jadranskog mora.
Njegova površina iznosi 0,349 km². Dužina obalne crte iznosi 2,66 km.